# Gary Paffett
Gary Paffett (* 24. März 1981 in Bromley, England) ist ein ehemaliger britischer Automobilrennfahrer. Er wurde 2002 deutscher Formel-3-Meister. Von 2003 bis 2018 startete er in der DTM und gewann 2005 und 2018 den Meistertitel. Paffett war darüber hinaus von 2006 bis 2014 als Testfahrer des Formel-1-Teams McLaren tätig. 2018/19 trat er mit HWA in der FIA-Formel-E-Meisterschaft an.

## Karriere
Wie die meisten Automobilrennfahrer begann Paffett seine Karriere im Kartsport, den er von 1991 bis 1997 ausübte. Unter anderem wurde er 1995 britischer Junioren TKM-Meister und europäischer Junior ICA Vizemeister. 1996 wurde er Vizemeister der britischen ICA Juniormeisterschaft. 1997 gab er in der britischen Formel Vauxhall Junior sein Debüt im Formelsport und gewann auf Anhieb den Meistertitel. 1998 fuhr der Brite in der B-Klasse der Formel Vauxhall Junior. Dabei dominierte er die Meisterschaft und gewann jedes Rennen von der Pole-Position startend und fuhr zudem immer die schnellste Rennrunde. 1999 nahm Paffett an der Formel Vauxhall teil und gewann erneut einen Meistertitel. Für seine Erfolge wurde er zum Ende des Jahres mit dem McLaren Autosport BRDC Award ausgezeichnet.
2000 wechselte Paffett in die nationale Klasse der britischen Formel-3-Meisterschaft und gewann dominant den Titel. Dabei erzielte er in jedem Rennen die Pole-Position, die schnellste Rennrunde und den Sieg. 2001 wechselte der Brite in die deutsche Formel-3-Meisterschaft zum Team Rosberg, dem Rennstall des Formel-1-Weltmeisters Keke Rosberg. Mit einem Sieg wurde Paffett Sechster in der Gesamtwertung. 2002 bestritt er für das Team Rosberg seine zweite Saison in der deutschen Formel 3 und gewann mit sieben Siegen den Meistertitel.

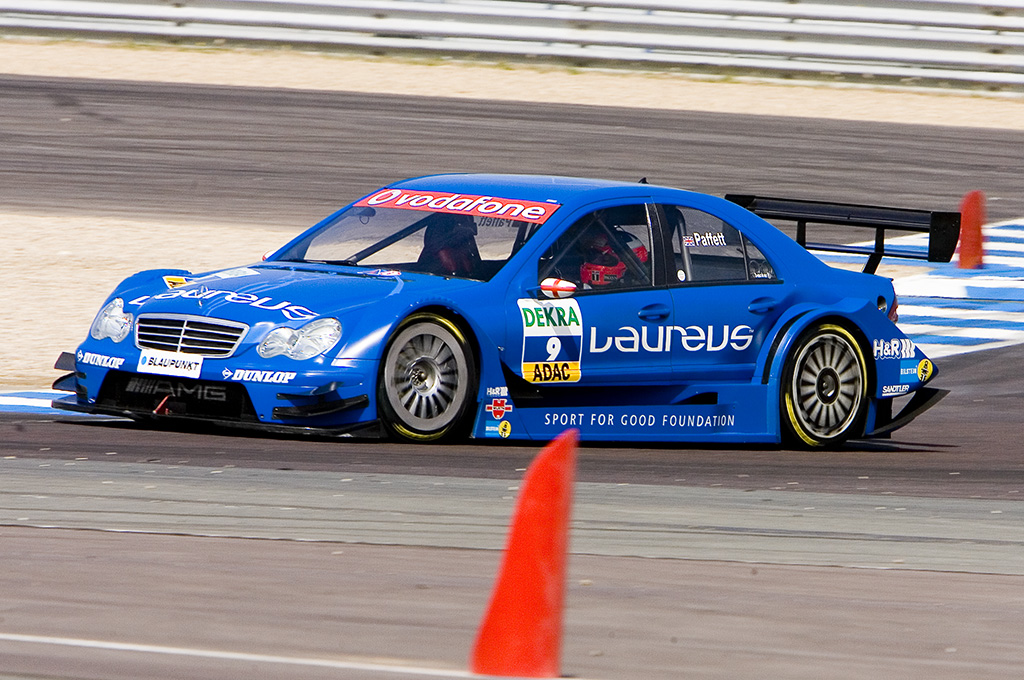
Paffett 2007 in einem DTM-Mercedes in Oschersleben

2003 wechselte Paffett zunächst zu Brand Motorsport in die internationale Formel-3000-Meisterschaft. Allerdings zog sich das Team schon nach einem Rennen zurück und Paffett hatte kein Cockpit mehr. Zum dritten Rennwochenende der Deutsche Tourenwagen-Masters 2003 kehrte der Brite zum Team Rosberg zurück und gab sein Debüt in der DTM. Er startete mit einem Mercedes-Benz aus dem Vorjahr und ersetzte Patrick Huisman. Paffett fand sich schnell im Tourenwagensport zurecht und wurde am Saisonende elfter in der Gesamtwertung. Dabei schlug er seinen Teamkollegen Stefan Mücke, der bereits eine Saison in der DTM absolviert hatte, deutlich.
2004 wechselte Paffett zum HWA-Team und erhielt einen aktuellen Rennwagen von Mercedes-Benz. Paffett gewann sofort das erste Rennen auf dem Hockenheimring und wurde mit drei weiteren Siegen Vizemeister hinter dem Audi-Piloten Mattias Ekström. Somit wurde er bereits in seiner ersten Saison in einem aktuellen Auto bester Mercedes-Pilot und ließ dabei seine Teamkollegen Christijan Albers, Bernd Schneider und Jean Alesi hinter sich. 2005 gewann der Brite mit fünf Siegen den Meistertitel der DTM vor dem Vorjahresmeister Ekström. Dabei beendete Paffett jedes Rennen in den Punkterängen und holte genauso viele Punkte wie seine drei Teamkollegen Schneider, Häkkinen und Alesi zusammen.

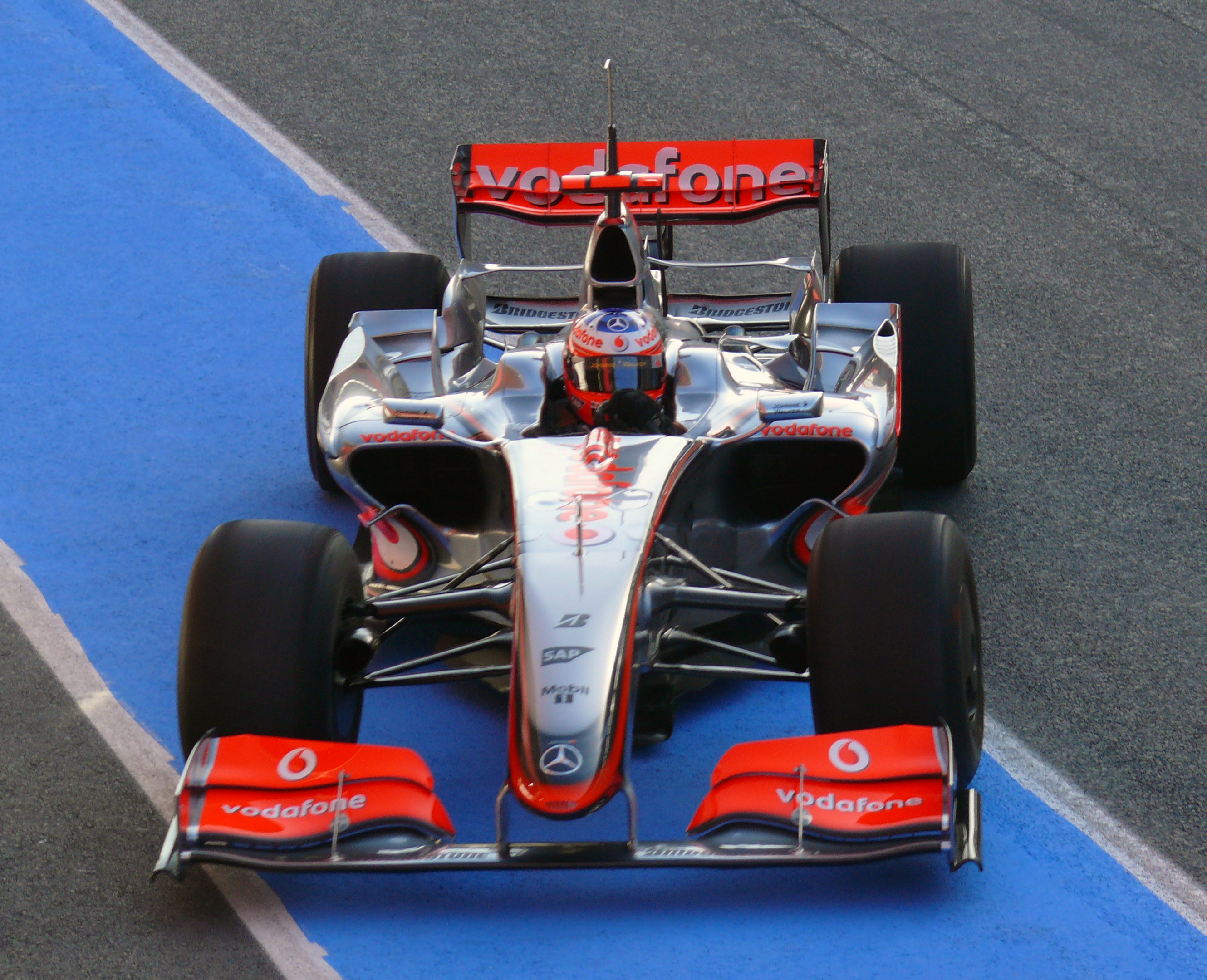
Paffett 2008 im Formel-1-Fahrzeug von McLaren

Nach seinem Titelgewinn verließ Paffett 2006 die DTM und wurde Formel-1-Testfahrer bei McLaren. Nachdem die beiden McLaren-Piloten Kimi Räikkönen und Juan Pablo Montoya das Team verlassen hatten, wurde zunächst spekuliert, dass Paffett 2007 das zweite McLaren-Cockpit neben dem Weltmeister Fernando Alonso erhalten würde. Allerdings entschied sich der Rennstall für den GP2-Meister Lewis Hamilton.
Nachdem Paffett zunächst versuchte ein anderes Formel-1-Cockpit zu erhalten, wurde er schließlich erneut von McLaren als Testfahrer unter Vertrag genommen. Zudem kehrte er in die DTM zurück. Der Brite erhielt einen Vorjahres Rennwagen bei Persson Motorsport. Beim zweiten Rennen der Saison 2007 in Oschersleben gelang ihm ein Rennsieg. Damit wurde Paffett zum ersten Fahrer, der ein DTM-Rennen in einem Jahreswagen für sich entschied. Am Saisonende belegte er den neunten Gesamtrang.
Trotz seiner guten Leistungen erhielt er 2008 kein aktuelles Auto und er startete erneut in einem Vorjahres-Mercedes von Persson Motorsport. Mit einigen Punkteplatzierungen belegte er am Saisonende erneut den neunten Platz in der Gesamtwertung. Für die Saison 2009 erhielt Paffett wieder einen aktuellen Mercedes-Benz und er trat wieder für das HWA-Team an. Mit vier Siegen, unter anderen hat er die letzten zwei Saisonrennen gewonnen, wurde Paffett hinter dem Audi-Piloten Timo Scheider Vizemeister und bester Mercedes-Pilot.

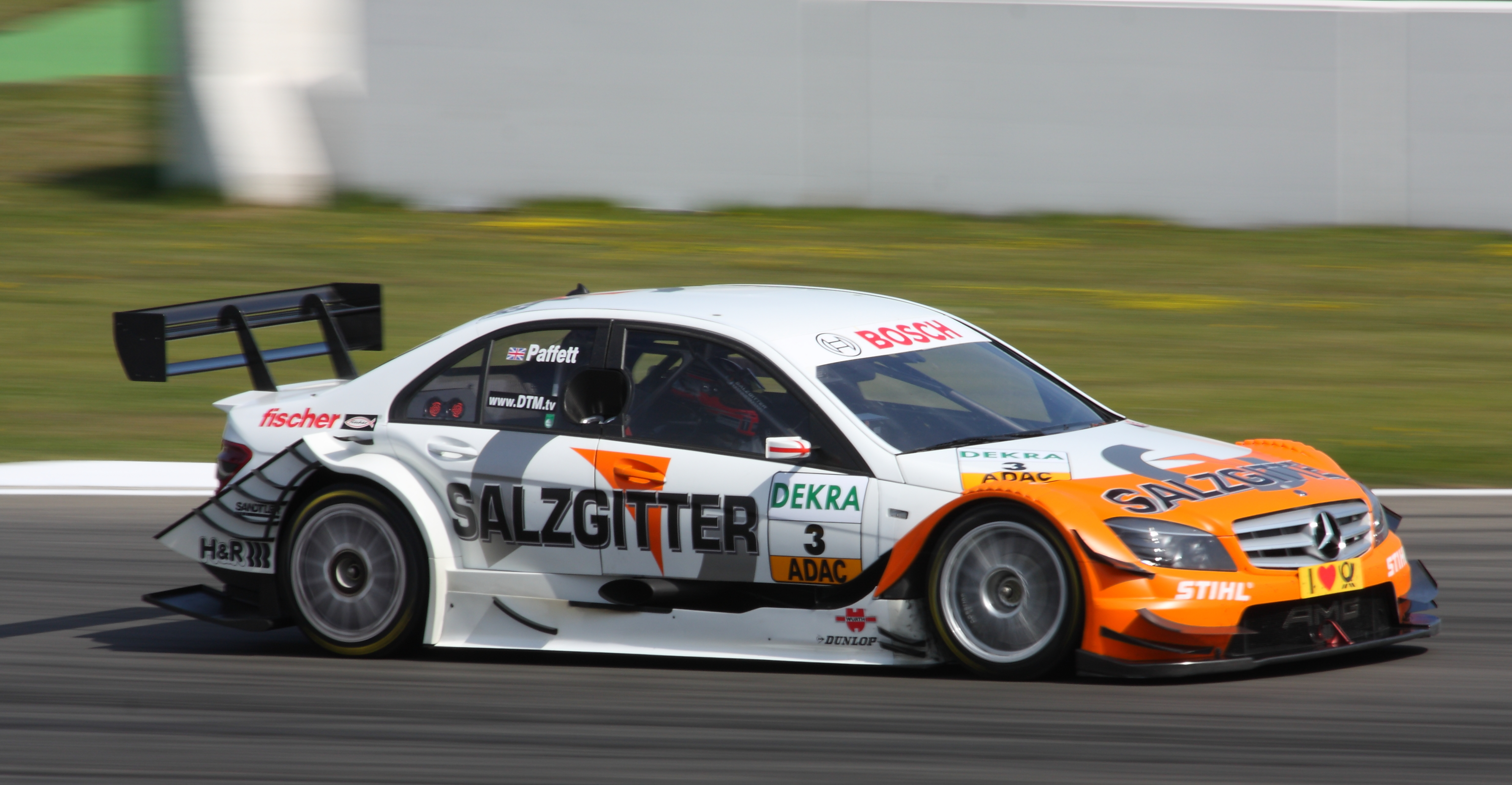
Paffett 2010 in einem DTM-Mercedes beim Saison-Auftaktrennen auf dem Hockenheimring

Parallel zu seinem Engagement in der DTM war Paffett auch 2008 und 2009 Formel-1-Testfahrer von McLaren. 2010 arbeitete er weiterhin als Testfahrer für McLaren. Zudem hatte er 2010 die Ehre als erster Pilot den neuen McLaren MP4-25 zu pilotieren. Bei den Testfahrten nach dem Ende der Saison nahm der Rennfahrer an zwei Tagen teil. In der DTM blieb der Brite 2010 beim HWA-Team. Mit einem Sieg beim Saisonauftakt auf dem Hockenheimring startete er gut in die Saison. Mit zwei weiteren Siegen in Zandvoort und Shanghai wurde er am Saisonende mit 67 zu 71 Punkten hinter seinen Teamkollegen Paul di Resta ein weiteres Mal Vizemeister.
2011 ging Paffett erneut in der DTM an den Start. Im Gegensatz zu seinen HWA-Teamkollegen beendete er kein Rennen auf dem Podest und belegte am Saisonende den siebten Gesamtrang. Außerdem blieb Paffett 2011 Testfahrer bei McLaren. 2012 gewann Paffett erneut für HWA startend den DTM-Saisonauftakt in Hockenheim. Nach einem zweiten Platz im zweiten Rennen, erzielte er in Brands Hatch den zweiten Saisonsieg. Bei den ersten vier Läufen stand er immer auf dem Podest. Paffett führte die Meisterschaft bis zum Saisonfinale an. Bei diesem wurde er Zweiter hinter Bruno Spengler, der damit die Gesamtwertung für sich entschied. Paffett wurde Gesamtzweiter hinter Spengler mit 145 zu 149 Punkten und war der beste Mercedes-Pilot. Es war das dritte Mal innerhalb der letzten vier Jahre, das Paffett Zweiter in der Fahrerwertung wurde. Darüber hinaus blieb er 2012 Formel-1-Testfahrer bei McLaren. Zudem übernahm er bei einem Grand Prix die Aufgabe des Ersatzfahrers bei Force India.
2013 blieb Paffett in der DTM bei HWA. Er gewann das Rennen auf dem EuroSpeedway Lausitz. Am Saisonende belegte er den sechsten Gesamtrang. Darüber hinaus übt er weiterhin die Testfahrerposition bei McLaren aus. 2014 trat Paffett erneut für HWA in der DTM an. Am Saisonende lag er auf dem 22. Platz in der Fahrerwertung. Er war damit der zweitschlechteste Mercedes-Fahrer und zum ersten Mal nach seiner Debütsaison schaffte er es nicht in die Top-10.
2015 verließ Paffett HWA und wechselte innerhalb der Mercedes-DTM-Teams zu ART Grand Prix. Er wurde zweimal Dritter und einmal Zweiter. Die Saison beendete er auf dem neunten Gesamtrang. 2016 blieb Paffett bei ART in der DTM. Mit zwei Podest-Platzierungen schloss er die Fahrerwertung auf der elften Position ab.
2018 fuhr Paffett erneut für HWA in der DTM, gewann erstmals seit 2013 wieder Rennen und schlussendlich seinen zweiten Meistertitel nach 2005.
In der Saison 2018/19 debütierte Paffett für HWA in der FIA-Formel-E-Meisterschaft. Mit neun Punkten belegte er am Saisonende den 19. Platz in der Fahrerwertung.

## Persönliches
Paffett ist verheiratet und Vater von drei Söhnen.

## Statistik

### Karrierestationen
| - 1991–1997: Kartsport - 1998: Formel Vauxhall Junior, B-Klasse (Meister) - 1999: Formel Vauxhall (Meister) - 2000: Britische Formel 3, nationale Klasse (Meister) - 2001: Deutsche Formel 3 (Platz 6) - 2002: Deutsche Formel 3 (Meister) - 2003: Formel 3000 (Platz 29) - 2003: DTM (Platz 11) - 2004: DTM (Platz 2) - 2005: DTM (Meister) - 2005: Formel 1 (Testfahrer) | - 2006: Formel 1 (Testfahrer) - 2007: DTM (Platz 9) - 2007: Formel 1 (Testfahrer) - 2008: DTM (Platz 9) - 2008: Formel 1 (Testfahrer) - 2009: DTM (Platz 2) - 2009: Formel 1 (Testfahrer) - 2010: DTM (Platz 2) - 2010: Formel 1 (Testfahrer) - 2011: DTM (Platz 7) - 2011: Formel 1 (Testfahrer) | - 2012: DTM (Platz 2) - 2012: Formel 1 (Testfahrer) - 2013: DTM (Platz 6) - 2013: Formel 1 (Testfahrer) - 2014: DTM (Platz 22) - 2014: Formel 1 (Testfahrer) - 2015: DTM (Platz 9) - 2016: DTM (Platz 11) - 2016: Formel 1 (Testfahrer) - 2017: DTM (Platz 5) - 2018: DTM (Meister) - 2018/19: Formel E (Platz 19) |

### Einzelergebnisse in der FIA-Formel-E-Meisterschaft
| Jahr    | Team        | 1   | 2   | 3   | 4   | 5   | 6   | 7   | 8   | 9   | 10  | 11  | 12  | 13  | 14 | 15 | 16 | Punkte | Rang |
| ------- | ----------- | --- | --- | --- | --- | --- | --- | --- | --- | --- | --- | --- | --- | --- | -- | -- | -- | ------ | ---- |
| 2018/19 | HWA Racelab | DIR | MAR | SAN | MEX | HKG | SAY | ROM | PAR | MCO | BER | BRN | NYC | NYC |    |    |    | 9      | 19.  |
| 2018/19 | HWA Racelab | DNF | DNF | 14  | 16  | 8   | DNF | DNF | 8   | 12  | 16  | 17  | 11  | 10  |    |    |    | 9      | 19.  |

| Legende                      | Legende       | Legende                                                                 |
| Farbe                        | Abkürzung     | Bedeutung                                                               |
| ---------------------------- | ------------- | ----------------------------------------------------------------------- |
| Gold                         | —             | Sieger                                                                  |
| Silber                       | —             | 2. Platz                                                                |
| Bronze                       | —             | 3. Platz                                                                |
| Grün                         | —             | Platzierung in den Punkten                                              |
| Blau                         | —             | Klassifiziert außerhalb der Punkteränge                                 |
| Violett                      | DNF           | Rennen nicht beendet                                                    |
| Violett                      | NC            | nicht klassifiziert                                                     |
| Rot                          | DNQ           | nicht qualifiziert                                                      |
| Schwarz                      | DSQ           | disqualifiziert                                                         |
| Weiß                         | DNS           | nicht am Start                                                          |
| Weiß                         | WD            | zurückgezogen                                                           |
| Weiß                         | C             | Rennen abgesagt                                                         |
| Blanko                       |               | nicht teilgenommen                                                      |
| Blanko                       | DNP           | gemeldet, aber nicht teilgenommen                                       |
| Blanko                       | INJ           | verletzt oder krank                                                     |
| Blanko                       | EX            | ausgeschlossen                                                          |
| sonstige Formate und Zeichen | P/fett        | Pole-Position                                                           |
| sonstige Formate und Zeichen | kursiv        | Schnellste Rennrunde (ab 2017/18: Schnellste Rennrunde der ersten Zehn) |
| sonstige Formate und Zeichen | unterstrichen | Führender in der Gesamtwertung                                          |
| sonstige Formate und Zeichen | °             | FanBoost                                                                |
| sonstige Formate und Zeichen | *             | nicht im Ziel, aufgrund der zurückgelegten Distanz aber gewertet        |
| sonstige Formate und Zeichen | ( )           | Streichresultat                                                         |

### Einzelergebnisse in der DTM
| Saison | Team               | Hersteller | 1   | 2   | 3   | 4   | 5   | 6    | 7   | 8   | 9   | 10  | 11  | 12  | 13  | 14  | 15  | 16  | 17  | 18  | 19  | 20  | Punkte | Rang |
| ------ | ------------------ | ---------- | --- | --- | --- | --- | --- | ---- | --- | --- | --- | --- | --- | --- | --- | --- | --- | --- | --- | --- | --- | --- | ------ | ---- |
| 2003   | Team Rosberg       | Mercedes   | HO1 | ADR | NÜ1 | LAU | NOR | DON  | NÜ2 | SPI | ZAN | HO2 |     |     |     |     |     |     |     |     |     |     | 4      | 11.  |
| 2003   | Team Rosberg       | Mercedes   |     |     | DNF | 15  | DNF | 9    | 8   | 6   | 12  | 18  |     |     |     |     |     |     |     |     |     |     | 4      | 11.  |
| 2004   | HWA                | Mercedes   | HO1 | EST | ADR | LAU | NOR | SHA1 | NÜR | OSC | ZAN | BRN | HO2 |     |     |     |     |     |     |     |     |     | 57     | 2.   |
| 2004   | HWA                | Mercedes   | 1   | 13  | 4   | DSQ | 1   | 1    | 1   | 4   | 4   | 3   | 3   |     |     |     |     |     |     |     |     |     | 57     | 2.   |
| 2005   | HWA                | Mercedes   | HO1 | LA1 | SPA | BRN | OSC | NOR  | NÜR | ZAN | LA2 | IST | HO2 |     |     |     |     |     |     |     |     |     | 84     | 1.   |
| 2005   | HWA                | Mercedes   | 2   | 1   | 8   | 4   | 1   | 1    | 3   | 1   | 2   | 1   | 3   |     |     |     |     |     |     |     |     |     | 84     | 1.   |
| 2007   | Persson Motorsport | Mercedes   | HO1 | OSC | LAU | BRH | NOR | MUG  | ZAN | NÜR | BAR | HO2 |     |     |     |     |     |     |     |     |     |     | 20,5   | 9.   |
| 2007   | Persson Motorsport | Mercedes   | 8   | 1   | 8   | 10  | 4   | DNF  | 9   | 12  | 5   | DNF |     |     |     |     |     |     |     |     |     |     | 20,5   | 9.   |
| 2008   | Persson Motorsport | Mercedes   | HO1 | OSC | MUG | LAU | NOR | ZAN  | NÜR | BRH | BAR | LEM | HO2 |     |     |     |     |     |     |     |     |     | 13     | 9.   |
| 2008   | Persson Motorsport | Mercedes   | 7   | 11  | 12  | 10  | DSQ | 11   | 4   | 8   | 11  | 4   | 11  |     |     |     |     |     |     |     |     |     | 13     | 9.   |
| 2009   | HWA                | Mercedes   | HO1 | LAU | NOR | ZAN | OSC | NÜR  | BRH | BAR | DIJ | HO2 |     |     |     |     |     |     |     |     |     |     | 59     | 2.   |
| 2009   | HWA                | Mercedes   | DNF | 1   | 5   | 1   | 5   | 8    | 4   | 4   | 1   | 1   |     |     |     |     |     |     |     |     |     |     | 59     | 2.   |
| 2010   | HWA                | Mercedes   | HO1 | VAL | LAU | NOR | NÜR | ZAN  | BRH | OSC | HO2 | ADR | SHA |     |     |     |     |     |     |     |     |     | 67     | 2.   |
| 2010   | HWA                | Mercedes   | 1   | 7   | 5   | 6   | 3   | 1    | 5   | 4   | 4   | 2   | 1   |     |     |     |     |     |     |     |     |     | 67     | 2.   |
| 2011   | HWA                | Mercedes   | HO1 | ZAN | SPI | LAU | NOR | NÜR  | BRH | OSC | VAL | HO2 |     |     |     |     |     |     |     |     |     |     | 25     | 7.   |
| 2011   | HWA                | Mercedes   | 6   | 9   | 8   | 4   | DNF | 8    | 4   | 4   | 8   | 5   |     |     |     |     |     |     |     |     |     |     | 25     | 7.   |
| 2012   | HWA                | Mercedes   | HO1 | LAU | BRH | SPI | NOR | NÜR  | ZAN | OSC | VAL | HO2 |     |     |     |     |     |     |     |     |     |     | 145    | 2.   |
| 2012   | HWA                | Mercedes   | 1   | 2   | 1   | 3   | 4   | 6    | 7   | 2   | DNF | 2   |     |     |     |     |     |     |     |     |     |     | 145    | 2.   |
| 2013   | HWA                | Mercedes   | HO1 | BRH | SPI | LAU | NOR | MOS  | NÜR | OSC | ZAN | HO2 |     |     |     |     |     |     |     |     |     |     | 69     | 6.   |
| 2013   | HWA                | Mercedes   | 4   | 6   | 9   | 1   | 18* | 5    | 17  | 6   | 9   | 9   |     |     |     |     |     |     |     |     |     |     | 69     | 6.   |
| 2014   | HWA                | Mercedes   | HO1 | OSC | HUN | NOR | MOS | SPI  | NÜR | LAU | ZAN | HO2 |     |     |     |     |     |     |     |     |     |     | 5      | 22.  |
| 2014   | HWA                | Mercedes   | 12  | 8   | DNF | 12  | 16  | 17   | 15  | 13  | 19* | 10  |     |     |     |     |     |     |     |     |     |     | 5      | 22.  |
| 2015   | ART Grand Prix     | Mercedes   | HO1 | HO1 | LAU | LAU | NOR | NOR  | ZAN | ZAN | SPI | SPI | MOS | MOS | OSC | OSC | NÜR | NÜR | HO2 | HO2 |     |     | 89     | 9.   |
| 2015   | ART Grand Prix     | Mercedes   | DNF | 3   | 23  | DNF | 3   | 7    | 11  | 10  | 7   | 2   | 7   | 6   | DNF | 13  | 4   | DNF | DNF | 9   |     |     | 89     | 9.   |
| 2016   | ART Grand Prix     | Mercedes   | HO1 | HO1 | SPI | SPI | LAU | LAU  | NOR | NOR | ZAN | ZAN | MOS | MOS | NÜR | NÜR | HUN | HUN | HO2 | HO2 |     |     | 73     | 11.  |
| 2016   | ART Grand Prix     | Mercedes   | 11  | 4   | 18  | 13  | 14  | 5    | 14  | DSQ | 4   | 2   | 3   | 18  | 19  | 7   | 21  | 16  | 19  | 15  |     |     | 73     | 11.  |
| 2017   | HWA                | Mercedes   | HO1 | HO1 | LAU | LAU | HUN | HUN  | NOR | NOR | MOS | MOS | ZAN | ZAN | NÜR | NÜR | SPI | SPI | HO2 | HO2 |     |     | 102    | 10.  |
| 2017   | HWA                | Mercedes   | 7   | 2   | 6   | 4   | 7   | 9    | 10  | DNF | 7   | 16  | 8   | 5   | 10  | 14  | 17  | 4   | 9   | 4   |     |     | 102    | 10.  |
| 2018   | HWA                | Mercedes   | HO1 | HO1 | LAU | LAU | HUN | HUN  | NOR | NOR | ZAN | ZAN | BRH | BRH | MIS | MIS | NÜR | NÜR | SPI | SPI | HO2 | HO2 | 255    | 1.   |
| 2018   | HWA                | Mercedes   | 1   | 3   | 9   | 1   | 6   | 15   | 2   | 13  | 1̽   | 2   | 6   | 2   | DNF | 6   | 3   | 5   | 10  | 3   | 4   | 3   | 255    | 1.   |

| Legende  | Legende            | Legende                                                          |
| Farbe    | Abkürzung          | Bedeutung                                                        |
| -------- | ------------------ | ---------------------------------------------------------------- |
| Gold     | –                  | Sieg                                                             |
| Silber   | –                  | 2. Platz                                                         |
| Bronze   | –                  | 3. Platz                                                         |
| Grün     | –                  | Platzierung in den Punkten                                       |
| Blau     | –                  | Klassifiziert außerhalb der Punkteränge                          |
| Violett  | DNF                | Rennen nicht beendet (did not finish)                            |
| Violett  | NC                 | nicht klassifiziert (not classified)                             |
| Rot      | DNQ                | nicht qualifiziert (did not qualify)                             |
| Rot      | DNPQ               | in Vorqualifikation gescheitert (did not pre-qualify)            |
| Schwarz  | DSQ                | disqualifiziert (disqualified)                                   |
| Weiß     | DNS                | nicht am Start (did not start)                                   |
| Weiß     | WD                 | zurückgezogen (withdrawn)                                        |
| Hellblau | PO                 | nur am Training teilgenommen (practiced only)                    |
| Hellblau | TD                 | Freitags-Testfahrer (test driver)                                |
| ohne     | DNP                | nicht am Training teilgenommen (did not practice)                |
| ohne     | INJ                | verletzt oder krank (injured)                                    |
| ohne     | EX                 | ausgeschlossen (excluded)                                        |
| ohne     | DNA                | nicht erschienen (did not arrive)                                |
| ohne     | C                  | Rennen abgesagt (cancelled)                                      |
| ohne     | keine WM-Teilnahme |                                                                  |
| sonstige | P/fett             | Pole-Position                                                    |
| sonstige | 1/2/3/4/5/6/7/8    | Punktplatzierung im Sprint-/Qualifikationsrennen                 |
| sonstige | SR/kursiv          | Schnellste Rennrunde                                             |
| sonstige | *                  | nicht im Ziel, aufgrund der zurückgelegten Distanz aber gewertet |
| sonstige | ()                 | Streichresultate                                                 |
| sonstige | unterstrichen      | Führender in der Gesamtwertung                                   |

1 Das Rennen in Shanghai zählte nicht zur Meisterschaft.